# أولاد عمرو بن علي (سيدي لحسن)
أولاد عمرو بن علي هي إحدى مشيخات المملكة المغربية، تتبع جغرافيا لإقليم تاوريرت وإداريًا لسيدي لحسن. يقدر عدد سكانها بـ 2000 نسمة حسب الإحصاء الرسمي للسكان والسكنى لسنة 2004.